# حسن چاوشیان
حسن چاوشیان تبریزی (زاده ۱۳۴۱ در تبریز) پژوهشگر و مترجم ایرانی حوزه جامعه‌شناسی و دانشیار گروه علوم اجتماعی دانشگاه گیلان است.

## آموزش
حسن چاوشیان دارای مدرک کارشناسی پژوهشگری علوم اجتماعی و کارشناسی ارشد و دکتری رشته جامعه‌شناسی جملگی از دانشکده علوم اجتماعی دانشگاه تهران است. در ورودی و خروجی همه مقاطع تحصیلات دانشگاهی، شاگرد اول بوده است.